# Pierre Jalu
Pierre Jalu est un résistant et homme politique français, né le 21 janvier 1918 à Alès (Gard) et mort le 24 août 1999 dans la même ville. Il fut député du Gard de 1968 à 1973.

## Biographie
Lors des élections législatives de 1967, il est candidat dans la 2e circonscription du Gard mais est battu par le sortant Jean Poudevigne. En 1968, épaulé par Pierre Cambon, il bat cette fois-ci Gilbert Millet de 15 voix dans la 4e circonscription. En 1973, candidat avec comme suppléant Pierre Calvet, il est battu par Millet.

## Mandats
- Député de la Quatrième circonscription du Gard (1968-1973)